# Краснослободский сельсовет (Гомельская область)
Краснослободский сельсовет (бел. Краснаслабо́дскі сельсавет) — административная единица на территории Октябрьского района Гомельской области Республики Беларусь. Административный центр — агрогородок Красная Слобода.

## История
19 мая 2000 года изменены границы Поречского и Червоннослободского сельсоветов Октябрьского района.
Решением Гомельского областного Совета депутатов от 10 июня 2005 года Червоннослободский сельский Совет депутатов в Краснослободский сельский Совет депутатов Октябрьского района.

## Состав
Краснослободский сельсовет включает 9 населённых пунктов:
- Андреевка — деревня.
- Бубновка — деревня.
- Буда — деревня.
- Двесница — деревня.
- Заречье — деревня.
- Репин — деревня.
- Смоловка — деревня.
- Сосновка — деревня.
- Красная Слобода — агрогородок.